# 鹤田义行
鹤田义行（日语：／ Tsuruta Yoshiyuki，1903年10月1日—1986年7月24日）是一名日本男子游泳运动员。他在1928年阿姆斯特丹夏季奥林匹克运动会中，参加了男子游泳比赛并获得男子200米蛙泳金牌。